# پت بیوکنن
پَتْریک جوزِف «پَت» بیوکَنِن (‎/buːˈkænɪn/‎ (به انگلیسی: Patrick Joseph Buchanan); زاده ۲ نوامبر ۱۹۳۸) صاحبنظر سیاسی محافظه کار، ستون نویس، نویسنده، سیاستمدار، و سخن پراکن آمریکایی است. بیوکنن مشاور ارشد رؤسای جمهور آمریکا ریچارد نیکسون، جرالد فورد و رونالد ریگان و نامزد حزب جمهوری‌خواه ایالات متحده در انتخابات ریاست‌جمهوری ۱۹۹۲ و ۱۹۹۶ و نامزد حزب رفرم در انتخابات ریاست‌جمهوری ۲۰۰۰ بود.
از جمله شناخته شده‌ترین آثار وی(چرچیل، هیتلر و جنگ نالازم:چگونه بریتانیا امپراتوریش و غرب جهان را از دست داد.) Churchill,Hitler and Unnecessary war:how Britain lost it's Empire and West lost the World وی در این کتاب از نیاز نبودن به جنگ آلمان و بریتانیا و نبود دشمنی بین آنها می‌پردازد و دلایل اصلی جنگ بین بریتانیا و آلمان را افزایش نیروی دریایی امپراتوری آلمان به رهبری آلفْرِد فُن تریپیتس می‌داند که انگلستان می‌توانست به تعهد دادن به آلمان از دخالت نکردن در جنگ بین «فرانسه و آلمان» از آن جلوگیری کند و همچنین جنگ‌افروزی و آلمانی ستیزی ویز خارجه وقت بریتانیا اِدوارد گِرِی و فرانسویان خواهان پس‌گیری آلزاس-لورِن، همچنین وی نه امپراتوری آلمان بلکه امپراتوری روسیه را آغاز جنگ می‌داند که به عنوان یک نیروی به شدّت امپریالیستی با بسیج نیروها سبب نگرانی آلمان و حمله پیش‌دستانه آن به متحد روسیه فرانسه شد، و «نظامی گری آلمانی» را یک افسانه خواند و به باور وی آلمان تنها برای آمادگی برای دفاع آماده می‌شد و همچنین محاصره غذایی آلمان در جنگ را یک جنایت برشمرد.
درمورد جنگ جهانی دوم به دید وی هیتلر در آغاز به دنبال جنگ با لهستان نبود و می‌خواست به عنوان کشوری که هردو دشمنی مشترک «اتحاد جماهیر سوسیالیستی شوروی» با آن متحد شود اما نپذیرفتن لهستانی‌ها و پشتیبانی بریتانیا و فرانسه از آن به جنگ‌افروزی افزود و سبب «کارزار لهستان» و آغاز جنگ شد و … که در این کتاب به این می‌پردازد چگونه چرچیل و افرادی در آمریکا که مانند چرچیل می‌اندیشیدند سبب ورود آمریکا به هردو جنگ و در نتیجه فروپاشی «امپراتوری بریتانیا» و نفوذ غرب (هِژِمونی قدرت های اروپایی) در جهان شدند…
و (مرگِ غرب:چگونه مرگ جمعیت‌ها آفندها (تاخت وتازهای) مهاجرت کشور و تمدن ما را تهدید می‌کند)
The Death of The West:How dying populations and Immigrant Invasions Imperil Our Country and Civilization
که وی در این کتاب وی خطرات و آسیب‌های پیش رو فرهنگ جهان غرب به ویژه ایالات متحده آمریکا و همچنین پیش‌بینی انقراض فرهنگ و تاریخ غرب، در پی مهاجرت بیگانگان به ویژه از آفریقای سیاه و مسلمانان، کاهش فرزندآوری سپیدپوستان در پی کاهش ایمان مسیحی، بی‌دینی افراطی و خداناباوری، تبلیغ و عادی انگاری همجنسگرایی، کاهش میهن‌پرستی، بازنویسی تاریخ سپیدپوستان به ویژه «سفیدپوستان آمریکا» با داستان‌های دروغین و حذف افتخارات سفیدپوستان از کتاب‌های آموزشی مدارس و وحشی، جنایتکار، نسل‌کش و بوم کش و نژادپرست خواندن آنها توسط نویسندگانی چون سوزان سانتَگ که اگر به جای سفیدپوستان از یهودیان نام برده می‌شد آن را با کتاب «نبرد من»(Mein Kämpf) نوشته آدولف هیتلر مقایسه می‌کردند و جای‌گذاری نام سیاهپوستانی آفریقایی چون «مانسی موسی» پادشاه امپراتوری مالی به جای افتخارات تاریخی سفیدپوستان آمریکا از جمله «برادران رایت»سازندگان هواپیما و «فرود بر ماه» و اینکه در آن زمان در آفریقا سیاهپوستان گوشت انسان می‌خورند و اگر سفیدپوستان (به ویژه آمریکایی‌های برده دار) نبودند همچنان مشغول به کار به خرید و فروش تجارت گوشت خویشاوندان خویش بودند اشاره می‌کند و تهدید کاهش جمعیت سفیدپوستان در پی کاهش فرزندآوری و ایمان مسیحی و به ویژه مهاجرت بیگانگان را گوشزد می‌کند و می خواهد تا پیش از اینکه بسیار دیر شود...…